# Silly
Silly fue un grupo de música rock muy popular en la República Democrática Alemana liderado por la cantante Tamara Danz. Fue fundado en 1977 por el guitarrista y vocalista Thomas Fritzsching.

## Discografía

### Álbumes
- 1983 Mont Klamott
- 1984 Zwischen unbefahrenen Gleisen (fue prohibido por las autoridades)
- 1985 Liebeswalzer (reedición con modificaciones y nuevo nombre de Zwischen unbefahrenen Gleisen)
- 1986 Bataillon d'Amour
- 1989 Februar
- 1993 Hurensöhne
- 1996 Paradies
- 1996 Best of Silly Vol.1
- 1997 Best of Silly Vol.2
- 1999 Silly + Gundermann & Seilschaft Unplugged
- 1999 Traumteufel
- 2005 Silly Klassiker + Sounds
- 2006 Silly - Die Original Alben (8-CD Box)

### Vídeos
- Best of Silly
- Silly + Gundermann & Seilschaft Unplugged

### DVD
- "25 Jahre Silly" (2004)
- "Silly und Gäste" Concierto en el Tempodrom de Berlín del 16 de octubre de 2005 (2006)
- "flüstern & SCHREIEN" con Feeling B., Chicoree, y Silly entre otros (2002)

### Sencillos
- Tanzt keiner Boogie? (1980) - 7" (West-Single), Rocktopus/Hansa
- Pack' deine Sachen (1980) - 7", AMIGA
- Dicke Luft (1982) - 7", AMIGA
- Mont Klamott (1983) - 7", Pool/Teldec
- Die Ferne (1984) - 7", AMIGA
- Bataillon d'Amour (1986) - 7", 12", CBS
- Panther im Sprung (1987) - 7", CBS
- Verlorne Kinder (1988) - 7", 12", BMG
- Paradiesvögel (1989) - 7", BMG
- Hurensöhne (1993) - MCD, DSB
- Bye Bye (1993) - MCD, DSB
- Asyl im Paradies (1996) - MCD, SPV

- Datos: Q446484
- Multimedia: Silly (band) / Q446484